# Anasa tristis
Anasa tristis är en insektsart som först beskrevs av den svenske entomologen Charles De Geer 1773.  Anasa tristis ingår i släktet Anasa och familjen bredkantskinnbaggar. Inga underarter finns listade i Catalogue of Life.